# Əli İbrahimov
Əli İsmayıl oğlu İbrahimov (ur. 1 października 1913 we wsi Ust´-Kara w obwodzie zabajkalskim, zm. 28 maja 1985 w Baku) – radziecki i azerski polityk, przewodniczący Rady Ministrów Azerbejdżańskiej SRR w latach 1970–1981.
1937 ukończył Azerbejdżański Instytut Przemysłowy, od 1938 w Armii Czerwonej, od 1941 główny inżynier w fabryce maszyn w Baku, od 1943 w WKP(b), 1950–1953 i 1954-1963 przewodniczący Państwowej Komisji Planowania Azerbejdżańskiej SRR, 1953–1954 I zastępca jej przewodniczącego. 1957–1958 zastępca przewodniczącego Rady Ministrów Azerbejdżańskiej SRR, 1963–1965 przewodniczący Komisji Planowania Zakaukaskiego Rejonu Gospodarczego, 1965–1970 I zastępca przewodniczącego Rady Ministrów Azerbejdżańskiej SRR. Od 10 kwietnia 1970 do 22 stycznia 1981 przewodniczący Rady Ministrów Azerbejdżańskiej SRR. Deputowany do Rady Najwyższej ZSRR od 6 do 10 kadencji. 1971–1981 kandydat na członka KC KPZR. Odznaczony trzema Orderami Lenina.